# Superbat : Le Temps des héros
 (octobre 2012).
Si vous disposez d'ouvrages ou d'articles de référence ou si vous connaissez des sites web de qualité traitant du thème abordé ici, merci de compléter l'article en donnant les références utiles à sa vérifiabilité et en les liant à la section « Notes et références ».
Superbat : Le Temps des héros est une émission jeunesse diffusée sur France 3 du 29 mars 1998 au 3 septembre 2000.

## Présentation
L'émission est présenté par Superman et Batman à travers des extraits détournés et redoublés des séries Batman et Superman, l'Ange de Metropolis,.

## Dessins animés diffusés
- Batman (1992)
- Batman (1997)
- Batman, la relève
- Superman, l'Ange de Metropolis